# Дјемјата
Дјемјата (слч. Demjata) насељено је мјесто са административним статусом сеоске општине (слч. obec) у округу Прешов, у Прешовском крају, Словачка Република.

## Становништво
| Година:    | 1994. | 2004.   | 2014.   | 2024.   |
| ---------- | ----- | ------- | ------- | ------- |
| Број људи: | 987   | 1072    | 1076    | 1086    |
| Разлика:   |       | +8,61 % | +0,37 % | +0,92 % |

| Година:    | 2023. | 2024.   |
| ---------- | ----- | ------- |
| Број људи: | 1082  | 1086    |
| Разлика:   |       | +0,36 % |

Према подацима о броју становника из 2024. године насеље је имало 1086 становника.